# Сойка (рід)
Со́йка (Garrulus) — рід птахів родини воронових (Corvidae). В Україні зустрічається лише один вид — сойка звичайна (Garrulus glandarius). До роду належать ще два види — сойка гімалайська («Garrulus lanceolatus») та сойка риукійська (Garrulus lidthi).
Сойки мають яскраве, пухке пір'я, помітний широкий чубчик на голові і досить довгий хвіст. Колір тулуба рудувато-коричневий, крила, хвіст (у деяких підвидів і верх голови) — чорні, надхвістя біле, пір'я на плечах — яскраво-блакитне з вузькими чорними смужками. Голова у європейських птахів — білява з поздовжньою бурою строкатістю. Дорослі сойки мають довжину тіла 15 см і довжину з хвостом 25—40 см. Вага 150—200 г.

## Галерея

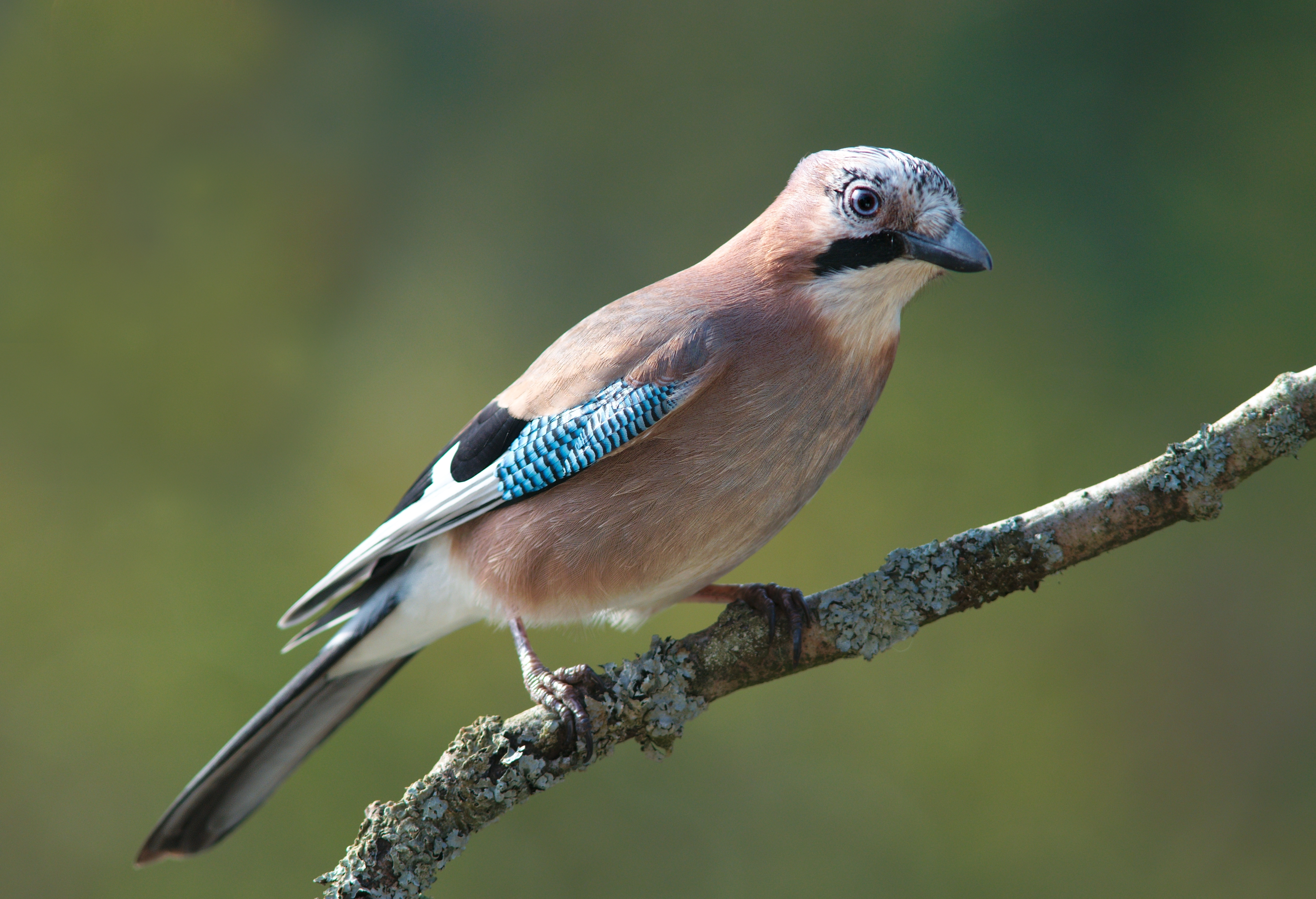
сойка звичайна
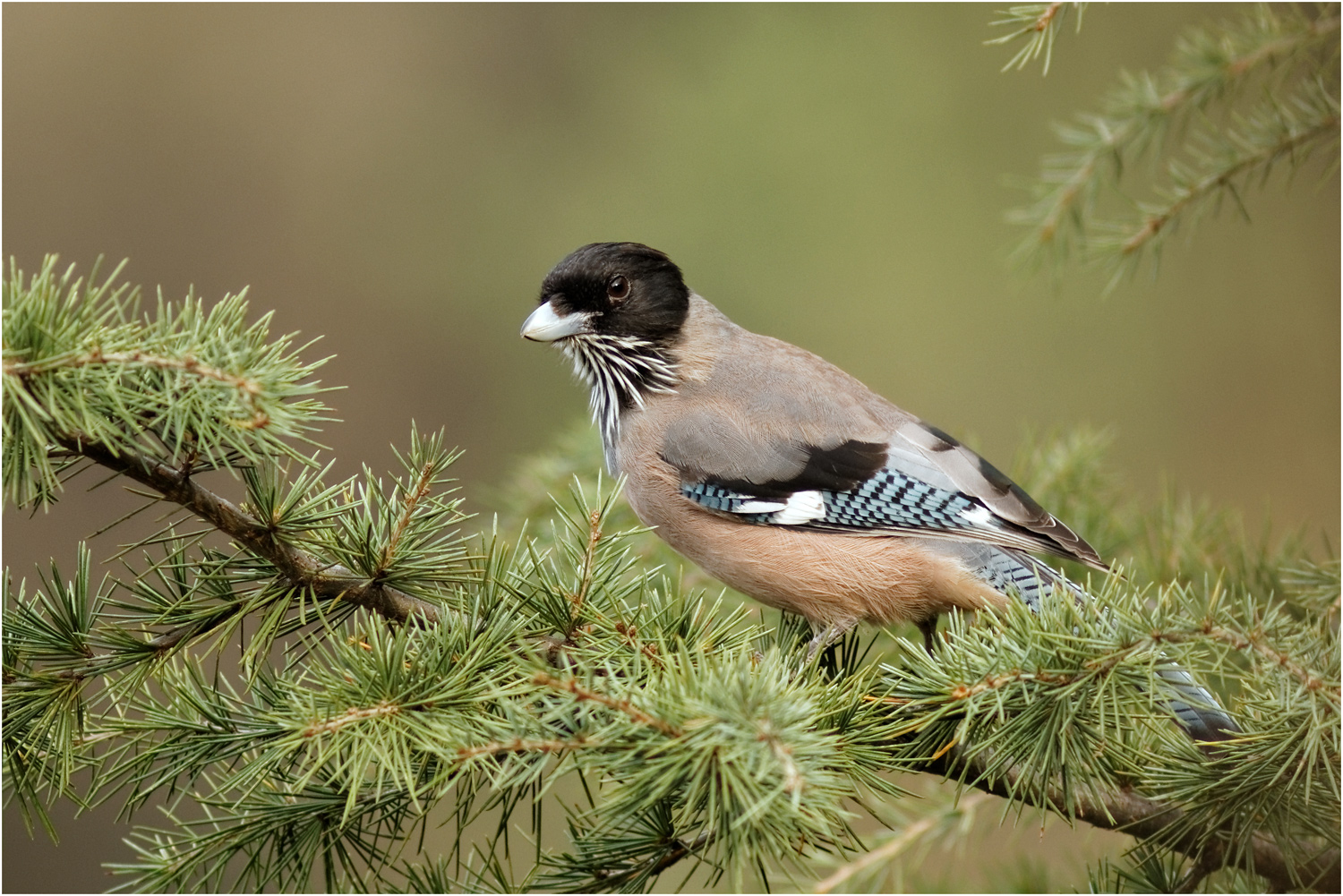
сойка гімалайська